# ونلی
ونلی (به فرانسوی: Vanlay) یک کمون در فرانسه است که در Canton of Chaource واقع شده‌است.

## خصوصیات
ونلی ۲۵٫۹۱ کیلومترمربع مساحت و ۳۱۰ نفر جمعیت دارد و ۱۴۵ متر بالاتر از سطح دریا واقع شده‌است.